# Вайлер, Стив
Стив Вайлер (нидерл. Steve Wijler; род. 19 сентября 1996, Хорн, Лимбург) — нидерландский лучник, специализирующийся в стрельбе из олимпийского лука. Серебряный призёр Олимпийских игр, чемпион Европы и бронзовый призёр чемпионата мира, двукратный серебряный призёр Европейских игр, участник Финалов Кубка мира.

## Биография
Стив Вайлер родился 19 сентября 1996 года. Начал заниматься стрельбой из лука в возрасте 13 лет в клубе HBV Wilhelmina Horn. Вайлер рассказывал, что его хотел стрелять лучше своего отца, который пользовался блочным луком. Он записался в местный клуб и начал стрелять из олимпийского лука, при этом ни разу не пробовал стрелять из блочного.

## Карьера
На крупном турнире — Кубке мира, дебют Вайлера состоялся в 2017 году. Он добрался до 1/8 финала на этапах в Берлине и Солт-Лейк-Сити и выиграл золото в Шанхае. Благодаря этому достижению, он попал в свой первый Финал Кубка мира в Риме. В четвертьфинале он оказался сильнее серебряного призёра Олимпиады-2016 Жана-Шарля Валладона со счётом 6:2, а в полуфинале уступил олимпийскому чемпиону Ким У Джину 1:7. В бронзовом матче он уступил другому олимпийскому чемпиону из Кореи Лим Дон Хёну. В том же году он участвовал на чемпионате мира в Мехико, где завоевал бронзовую медаль в личном турнире. По итогам сезона он занял четвёртое место и был признан Международной федерацией лучшим стрелком из олимпийского лука 2017 года, опередив титулованных Брейди Эллисона, Ким У Джина, Лим Дон Хёна и Вэй Цзюньхана.
В 2018 году Стив Вайлер стал пятым на Кубке мира в Анталии, четвёртым в Берлине и выиграл серебро в Солт-Лейк-Сити. Таким образом, он второй раз подряд попал в Финал Кубка мира в Самсуне. В первом же матче, четвертьфинале, Вайлер уступил будущему чемпиону Ким У Джину из Южной Кореи. На чемпионате Европы в Легнице Вайлер завоевал золотую медаль, а также стал шестым в командном турнире и пятым в миксте.
В 2019 году завоевал серебро на Европейских играх в Минске в личном первенстве, а также стал вице-чемпионом в командном турнире. На Кубке мира он завоевал серебро в Анталии, а также в составе смешанной команды доходил до 1/8 финала на том же этапе, а также в Берлине. В личном первенстве вышел в третий подряд Финал Кубка мира, который проходил в Москве. Тем не менее, снова дальше четвертьфинале Вайлер пройти не смог, в первом же матче уступив соотечественнику Шефу ван ден Бергу, который затем стал бронзовым призёром. На чемпионате мира в Хертогенбосе не сумел повторить успеха Мехико, выбыв в личном турнире уже на стадии 1/32 финала. В командном турнире Нидерланды заняли четвёртое место.
В 2021 году принял участие на этапе Кубка мира в Гватемале и занял четвёртое место. На следующем этапе в Лозанне не смог завоевать медаль, выбыв на стадии 1/8 финала. На чемпионате Европы в Анталии завоевал золотую медаль в командном турнире, а в индивидуальном первенстве выбыл на стадии 1/8 финала. Также он стал девятым в миксте. Вошёл в состав сборной на Олимпийские игры в Токио. В миксте участвовал вместе с Габриэлой Схлуссер. В первом матче на стадии 1/8 финала голландцы победили итальянцев со счётом 6:0, а затем оказались сильнее Франции. В полуфинале со счётом 5:3 Вайлер и Схлуссер прошли турецких лучников, а в финале уступили корейцам и таким же счётом и стали серебряными призёрами. В командном турнире в первом матче Нидерланды победили Великобританию со счётом 5:3, а затем всухую уступили будущим серебряным призёром из Тайваня. В матче за бронзу против Японии для выявления победителя понадобилась перестрелка, в которой точнее оказались азиатские лучники. В индивидуальном турнире Вайлер в первом раунде победил поляка Славомира Наплошека со счётом 6:4, но уже во втором раунде уступил казахстанскому лучнику Ильфату Абдуллину.